# Коразија
Коразија је геолошки израз механичке ерозије површине стене изазвани транспортованим материјалом, који може бити транспортован путем текућих вода, глечера, ветра, таласа или помоћу гравитације. На пример, коразија може бити скидање финих честица стене на реци или морском дну принципом шмирглања, наводећи га да се распада и формира удубљење у кориту. Други облици ерозије укључују хидрауличну акцију и алтерацију.
Коразија може да се односи на ток ерозије и транспорта. Коразија подразумева хабање површине преко које вода тече кроз ударац или млевење честица које се крећу са водом.